# Pokémon, le film : Mewtwo contre-attaque
Pokémon, le film : Mewtwo contre-attaque (劇場版ポケットモンスター ミュウツーの逆襲|Gekijōban Poketto Monsutā Myūtsū no gyakushū|litt. Pokémon le film : La contre-attaque de Mewtwo) ou Pokémon, le premier film au Québec, est un film d'animation japonais de Kunihiko Yuyama sorti en 1998 et le 05 Avril 2000 en France. C'est le premier long-métrage de la saga Pokémon au cinéma. Il met en scène les Pokémon légendaires Mew et Mewtwo.
Il est le film d'animation japonais qui a fait le plus d'entrée au cinéma en France.
Il sera suivi de Pokémon 2, Le Pouvoir est en toi, sortie la même année, puis de Pokémon 3 : Le Sort des Zarbi, l'année suivante. En tout, trois films seront sortis en l'espace de 14 mois.

## Synopsis
L'histoire reprend les personnages originaux du dessin animé avec une nouvelle intrigue, située entre les épisodes 63 et 64 de la saison 1 de la série télévisée.
Sur une île mystérieuse, des archéologues ont découvert un cil fossilisé de Mew, le Pokémon le plus rare du monde. Les chercheurs décident de créer un clone de Mew, Mewtwo, en utilisant cet échantillon, dans le but de l'offrir à Giovanni, le Chef de la Team Rocket. Malheureusement pour eux, il s'avère que le clone n'a aucune envie de devenir leur cobaye. Il détruit le laboratoire et tue tous ceux qui s'y trouvent grâce à son incroyable puissance. À la suite de ces événements, il décide d'organiser un grand tournoi afin de rassembler les meilleurs dresseurs, dont Sacha, Ondine et Pierre, dans le but de s'emparer de leurs Pokémon, de les cloner et de devenir le maître du monde.

## Fiche technique
- Titre : Pokémon, le film : Mewtwo contre-attaque
- Titre original : ミュウ ツーの逆襲 (Japon) / Pokémon: The First Movie - Mewtwo Strike Back (International)
- Réalisation : Kunihiko Yuyama
- Scénario : Takeshi Shudo
- Animateur : Sayuri Ichiishi
- Producteur : Choji Yoshikawa, Tomoyuki Igarashi, Takemoto Mori
- Société de Production : Shogakukan Production Co., Ltd. (Japon) / 4Kids Entertainment (version américaine)
- Production de l'animation : Oriental Light & Magic
- Sociétés de distribution : Tōhō (Japon) / Warner Bros. (International)
- Pays d’origine : Japon
- Langue : Japonais
- Genre : film d'animation
- Durée : 85 min (Japon) / 74 min (International)
- Budget : 10 millions de dollars
- Dates de sortie au cinéma : 
  -  Japon : 18 juillet 1998
  -  États-Unis : 10 novembre 1999
  -  France: 5 avril 2000
- Dates de sortie en DVD
  -  Japon : 23 juin 2000
  -  États-Unis : 21 mars 2000
  -  France :14 novembre 2000

## Distribution

### Voix originales
- Rica Matsumoto : Satoshi
- Mayumi Iizuka : Kasumi
- Yuji Ueda : Takeshi
- Ikue Otani : Pikachu
- Megumi Hayashibara : Musashi,Fushigidane
- Rikako Aikawa : Zenigame
- Shinichiro Miki : Hitodeman, Lizardon,Kojiro
- Aiko Sato : Une dresseuse
- Ayako Shiraishi : Joi
- Chinami Nishimura : Agente Jenny
- Inuko Inuyama : Nyarth
- Hirotaka Suzuoki : Giovanni
- Kyoko Hikami : Amber
- Raymond Johnson : Le dresseur(début du film)
- Sachiko Kobayashi : Miranda
- Satomi Korogi : Togepy
- Toru Furuya : Corey
- Wataru Takagi : Un dresseur
- Yosuke Akimoto : Dr. Fuji
- Ryuzaburo Otomo : Fushigibana
- Tesshō Genda : Kamex
- Koichi Yamadera : Mew
- Shotaro Morikubo : Mewtwo(jeune)
- Masachika Ichimura : Mewtwo

### Voix françaises[1]
- Aurélien Ringelheim : Sacha
- Fanny Roy : Ondine
- Antoni Lo Presti : Pierre
- Jean-Marc Delhausse : Mewtwo
- Catherine Conet : Jessie
- David Manet : James
- Nessym Guetat : Miaouss
- Lydia Cherton : Infirmière Joëlle
- Guylaine Gibert : Agent Caillou
- Christine Pâris : Miranda
- Patrick Descamps : Giovanni
- Jean-Daniel Nicodème : Narrateur
- Olivier Korol : Fergus
- Marie Van R : Neesha
- Lionel Bourguet : Corey
- Philippe Roullier : Dr. Fuji

La VF possède deux versions, une avec les noms français et une avec les noms anglais.

### Voix québécoises
- Sébastien Reding : Ash Ketchum
- Kim Jalabert : Misty
- Martin Watier : Brock Harrison
- Benoît Marleau : Mewtwo
- Christine Séguin : Jessie
- Antoine Durand : James Morgan
- François Sasseville : Meowth
- Julie Burroughs : Infirmière Joy
- Camille Cyr-Desmarais : agente Jenny
- Daniel Picard : Giovanni

### Voix américaines
- Veronica Taylor : Ash Ketchum
- Rachael Lillis : Misty, Jessie, Vulpix
- Michael J Haigney : Psyduck
- Eric Stuart : Brock Harrison, James, Squirtle, Weezing
- Tara Jayne : Bulbasaur
- Phillip Bartlett : Mewtwo
- Maddie Blaustein : Meowth, Doctor Fuji, le dresseur (début du film)
- Megan Hollingshead : infirmière Joy
- Lee Quick : agente Jenny
- Ted Lewis : Giovanni, Corey
- Jimmy Zoppi : un dresseur
- Kerry Williams : Amber
- Lisa Ortiz : une dresseuse
- Kayzie Rogers : Miranda

## Commentaire
Sortie au Japon en 1997, le thème du film évoque le clonage et les dérives de ses expériences. Il fait écho implicitement à Dolly, brebis célèbre pour être le premier mammifère cloné de l’histoire à partir d’un noyau de cellule somatique adulte, à Édimbourg en Écosse, soit un an auparavant, en 1996.

## Différences entre les versions japonaise et américaine/française
Le film change beaucoup selon qu’on le regarde dans sa version américaine/européenne ou dans sa version japonaise. Apparemment, certains aspects jugés trop « violents » ont simplement été supprimés du film :
- Dans la version longue japonaise (inédite au cinéma), le film s'est vu rajouter un long prologue montrant la découverte de l'ADN de Mew ainsi qu'une scène décrivant l’enfance de Mewtwo et sa rencontre avec le clone d’une petite fille, Aitwo. Mewtwo est le seul clone à survivre à l’expérience, mais il est endormi pour ne pas garder de trace du traumatisme de la mort des autres clones devant ses yeux. Dans la version longue occidentale, ce prologue a été largement retiré, seule subsiste la scène de découverte de l'ADN, avec une narration en voix-off totalement différente des dialogues de la VO.
- Le long monologue sur la prophétie est exclusif à la version occidentale, il est simplement dit dans la version japonaise que les vents sont trop violents.
- Alors que la bande originale de la version japonaise est plutôt discrète (dans le sens où elle laisse beaucoup de silence entre chaque morceau), la musique de la version US, totalement refaite à l'exception de certains thèmes liés à la Team Rocket, est beaucoup plus présente et altère sensiblement l’ambiance du film. Ainsi, dans la scène de combat entre les Pokémon et leurs clones, la musique japonaise est une musique de combat, remplacée dans la version US par la chanson Brother, my brother.
- Dans la version japonaise, le film tourne principalement autour des interrogations existentielles de Mewtwo (« Qui suis-je ? » « Quel est cet endroit ? » « Dans quel but ai-je été créé ? » « Que suis-je par rapport à Mew ? ») sans donner de réponse définitive. Dans la version US, le film tourne autour de la leçon de morale : la vraie puissance vient du cœur tandis que Mewtwo se voit attribuer l'ambition de conquérir le monde, devenant un méchant plus classique.
- Les dialogues ont été grandement remaniés dans la version US, pour leur enlever leur violence. Par exemple, lorsque Mew apparaît devant Mewtwo, ce dernier le provoque au combat en vantant les caractéristiques supérieures des Pokémon clonés ; dans la version US, Mew lui répond : « ça ne sert à rien de se battre, la force réelle des Pokémon vient du plus profond de leur cœur ». Dans la version japonaise, par contre, il lui répond : « quelle que soit la force avec laquelle vous vous fracasserez contre nous, les vrais ne perdront pas face à des copies ».
- Alors que dans la version occidentale, quand le combat commence entre les clones et les originaux, les personnages disent que les Pokémon ne sont pas faits pour se battre de cette façon, la version japonaise est plus profonde, disant que le combat n’a aucun sens et que les deux camps ont tout autant le droit de vivre.

## Bande originale
Pokémon: The First Movie est la bande originale de la version américaine du premier film Pokémon. Certaines des chansons ont été présentées dans le court-métrage d'animation Pikachu's Vacation, tandis que d'autres ne figuraient pas du tout dans le court-métrage ou le film. La bande originale est réalisée à partir de la réadaptation du film en version américaine. L'album atteindra les 2 millions de ventes dans le monde.
La bande originale est sortie sur Atlantic Records, une société sœur de Warner Bros,.
Afin de promouvoir le film, le titre Don't Say You Love Me, interprété par M2M, fut exploité.
Le titre bénéficie de deux versions du vidéo clip, une avec les images du film et une sans celles-ci.
| No  | Titre                              | Performed by                 | Durée |
| --- | ---------------------------------- | ---------------------------- | ----- |
| 1.  | Pokémon Theme (Movie Version)      | Billy Crawford               | 3:22  |
| 2.  | Don't Say You Love Me              | M2M                          | 3:46  |
| 3.  | It Was You                         | Ashley Ballard with So Plush | 4:12  |
| 4.  | We're a Miracle                    | Christina Aguilera           | 4:12  |
| 5.  | Soda Pop                           | Britney Spears               | 3:23  |
| 6.  | Somewhere, Someday                 | NSYNC                        | 4:07  |
| 7.  | Get Happy                          | B*Witched                    | 3:06  |
| 8.  | (Hey You) Free Up Your Mind        | Emma Bunton                  | 3:24  |
| 9.  | Fly with Me                        | 98°                          | 3:52  |
| 10. | Lullaby                            | Mandah                       | 4:00  |
| 11. | Vacation                           | Vitamin C                    | 3:20  |
| 12. | Makin' My Way (Any Way That I Can) | Billie Piper                 | 4:25  |
| 13. | Catch Me If You Can                | Angela Via                   | 3:28  |
| 14. | (Have Some) Fun with the Funk      | Aaron Carter                 | 3:34  |
| 15. | If Only Tears Could Bring You Back | Midnight Sons                | 4:03  |
| 16. | Brother My Brother                 | Blessid Union of Souls       | 3:49  |

## Box-office
Le film a réalisé 172 744 662 dollars de recettes mondiales. Il est considéré comme un succès au cinéma.
En France, le film réalise 2 224 432 entrées, ce qui en fait le film d'animation japonais avec le plus d'entrée au cinéma dans le pays[source insuffisante].